# Catalina Sky Survey

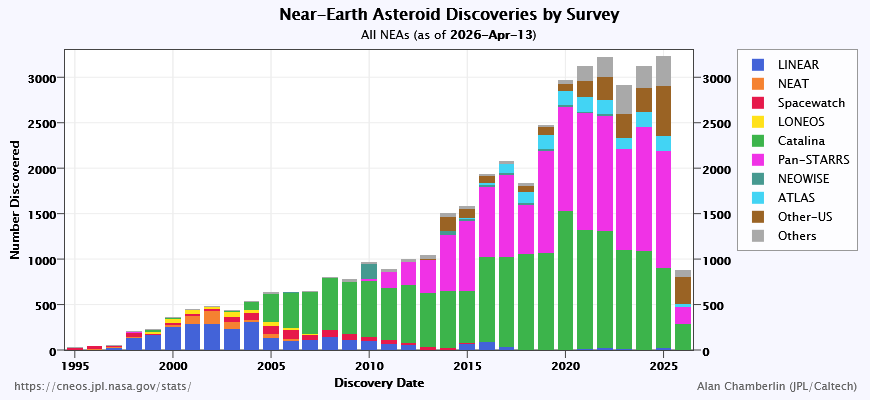
A diagram a különböző földközeli kisbolygók felfedezésére létrejött projektek eredményeiről ad tájékoztatást, féléves bontásban

A Catalina Sky Survey (rövidítve CSS, magyarul Catalina égboltfelmérés) egy égboltfelmérési program, melyet elsősorban a potenciálisan veszélyes földközeli objektumok (kisbolygók és üstökösök) felfedezésére indítottak 1999-ben, eredetileg az Amerikai Egyesült Államok Kongresszusának megbízása alapján. Feladata az 1 kilométernél nagyobb, veszélyes égitestek legalább 90%-ának felfedezése volt. 2005-ben, új megbízás alapján, már az összes, 140 méternél nagyobb ilyen égitest felfedezésére adtak megbízást és 3,16 millió amerikai dollár támogatást, ezek keresésébe 2012-től bekapcsolódnak a Pan-STARRS sokkal korszerűbb és nagyobb, direkt erre a célra épült távcsövei.
Három távcsővel, illetve a rájuk szerelt 16 megapixeles CCD-kkel végzik a keresést.
- Az eredeti műszer, a 68 centiméteres, f/1,9 fényerejű Schmidt-távcső a Steward Obszervatóriumban, 2510 méter magas Mount Bigelowon (Catalina Mountains, Tucsontól északra, Arizonában, innen kapta a program a nevét), látómezeje 8 négyzetfok, határfényessége 20 magnitúdó.
- Legnagyobb műszere egy 1,5 méter átmérőjű, f/2 fényerejű tükrös távcső a 2790 méteres Mount Lemmonon, szintén a Catalina Mountainsben. Látómezeje 1,2 négyzetfokos, határfényessége 22 magnitúdó.
- A déli égbolt lefedéséhez az 50 centiméteres Uppsala Schmidt Telescope a Siding Spring Obszervatóriumban, a Mount Stromlón, Canberra mellett.

Egy negyedik, 1 méter átmérőjű távcső beüzemelését tervezik, mely csak a felfedezett égitestek követésére és pályájuk meghatározására fog szolgálni. Egy-egy távcső éjszakánként 20 GB adatot termel.

## A Catalina Real-Time Transient Survey
Az eredetileg csak a Naprendszeren belüli égitestek kutatására indított program pár naponta végigfényképezi a teljes égboltot, viszonylag nagy határfényességgel, így számos olyan, rövid ideig tartó (tranziens) jelenséget is megörökít, melynek „felfedezésére” egyszerűen nincsen elég csillagász. Az ilyen jelenségek felfedezését, a teljes képanyagot az interneten keresztül elérhetővé téve, érdeklődők bevonásával tervezik megvalósítani. Erre a célra pályázaton 890 ezer dollárt nyertek, ebből indították el a  Catalina Real-Time Transient Survey programot. Bár hasonló, a felhasználók bevonásával bizonyos égitesteket osztályozó webkettes programok már korábban is futottak (legismertebb talán az SDSS adataira épülő GalaxyZoo), ez az első, az észlelési adatokat azonnal elérhetővé tévő csillagászati program. Az adatok hasonló, azonnali közzétételét és feldolgozását tervezi a 2015-ben induló Large Synoptic Survey Telescope program is.

## Jelentősebb, felfedezett objektumok
- 2006 RH120 kisbolygó
- 2007 WD5: 2007. november 20-án fedezték fel. 2008. január 8-án kis híján (26 000 km) eltalálta a Marsot.
- 2007 TU24: 2008. január 24-én közelítette meg a Földet.
- SN 2007sr: Szupernóva a Csáp-galaxisokban.
- 2008 TC3: 2008. október 7-én a Földbe csapódott, Szudánban.

## Külső hivatkozások
- A Catalina Sky Survey honlapja (angolul)
- Catalina Real-Time Transient Survey